# 2. deild Wysp Owczych (1978)
W roku 1978 odbyła się 35. edycja 2. deild Wysp Owczych – drugiej ligi piłki nożnej Wysp Owczych. W rozgrywkach brało udział 7 klubów z całego archipelagu. Klub z pierwszego miejsca awansował do 1. deild. W sezonie 1978 był to NSÍ Runavík. Klub z ostatniego miejsca wyjątkowo nie spadał do 3. deild z uwagi na zmianę formuły rozgrywek (liczbę drużyn w roku kolejnym powiększono do ośmiu).

## Uczestnicy
| Uczestnicy 2. deild Wysp Owczych 1977                                                                         | Uczestnicy 2. deild Wysp Owczych 1977 | Uczestnicy 2. deild Wysp Owczych 1977 | Uczestnicy 2. deild Wysp Owczych 1977 |
| --- | ------------------------------------- | ------------------------------------- | ------------------------------------- |
| HBII | HB II Tórshavn                        | 2                                     |                                       |
| EB | EB Eiði                               | 3                                     |                                       |
| NSÍ | NSÍ Runavík                           | 4                                     |                                       |
| KÍII | KÍ II Klaksvík                        | 5                                     |                                       |
| B68 | B68 Toftir                            | 6                                     |                                       |
| Spadek z 1. deild Wysp Owczych 1977                                                                           |                                       |                                       |                                       |
| Fram | Fram Tórshavn                         | 7                                     |                                       |
| Awans z 3. deild Wysp Owczych 1977                                                                            |                                       |                                       |                                       |
| Royn | Royn Hvalba                           | 1                                     |                                       |
| Oznaczenia: - kolumna pierwsza – skróty nazw drużyn, - kolumna trzecia – miejsce zajęte w poprzednim sezonie. |                                       |                                       |                                       |

## Tabela ligowa
| Lp. | Drużyna             | M  | Z | R | P | Bramki | Bramki | Różn. | Pkt | Uwagi             |
| --- | ------------------- | -- | - | - | - | ------ | ------ | ----- | --- | ----------------- |
| 1   | NSÍ Runavík (M) (A) | 12 | 9 | 0 | 3 | 23     | 14     | +9    | 18  | Awans do 1. deild |
| 2   | Royn Hvalba         | 12 | 8 | 1 | 3 | 35     | 12     | +23   | 17  |                   |
| 3   | B68 Toftir          | 12 | 7 | 3 | 2 | 22     | 7      | +15   | 17  |                   |
| 4   | EB Eiði             | 12 | 4 | 2 | 6 | 15     | 14     | +1    | 10  |                   |
| 5   | Fram Tórshavn       | 12 | 3 | 3 | 6 | 13     | 23     | −10   | 9   |                   |
| 6   | KÍ II Klaksvík      | 12 | 3 | 2 | 7 | 14     | 29     | −15   | 8   |                   |
| 7   | HB II Tórshavn      | 12 | 1 | 3 | 8 | 8      | 31     | −23   | 5   |                   |